# Darguines
Les Dargwa ou Darguines (dargwa : дарганти, darganti ; russe : даргинцы, dargintsy) forment un peuple de Ciscaucasie constituant le deuxième plus grand groupe ethnique du Daghestan. Ils parlent le dargwa, une langue appartenant aux langues nakho-daghestaniennes. Les Dargwa sont majoritairement musulmans sunnites.